# リズムボックス
リズムボックスは、ディーアンドエムホールディングスの日本における登録商標（商標登録第2659654号）であり、同社の前身のひとつである日本コロムビアがかつて発売していたドラムマシンの商品名である。日本においては、他に同種の製品を表す単語として、リズムマシン、ドラムマシンなどがあるが、「リズムボックス」という語がこれらの機器一般を指して用いられることもある（商標の普通名称化）。

## 商標としての「リズムボックス」
商標権は、商品などにその商標を付すことなどを独占的に行うことができる権利であるため、新聞・雑誌などのマスメディアなどにおいて「リズムマシン」や「ドラムマシン」のことを「リズムボックス」と記述することは、商標権侵害には当たらない。
しかしながら「リズムボックス」の商標登録は取り消されることなく有効なままであるため、他社製品が「リズムボックス」を商標として使用した場合（商標法第37条各号に規定される行為を行った場合。日本の商標制度#商標権の効力参照）は、商標権侵害に当たり、商標権者から民事上の損害賠償を請求されたり、刑事罰（商標法第78条）を受ける可能性も残っている。